# Данилов, Михаил Матвеевич
Михаи́л Матве́евич Дани́лов (31 января 1901, Ланцы, Вятская губерния — 24 октября 1963, Москва) — советский военачальник, генерал-майор (29.01.1943).

## Биография
Родился 31 января 1901 года в деревне Ланцы. Русский.

### Гражданская война
28 апреля 1919 года добровольно вступил в РККА и зачислен красноармейцем в команду гренадер 29-й стрелковой дивизии. 5 мая убыл с дивизией на Восточный фронт, где воевал с войсками адмирала А. В. Колчака на екатеринбургском направлении. В августе зачислен курсантом в 1-е Вятские советские пехотные курсы командного состава РККА, по их окончании в январе 1920 года назначен командиром роты в Челябинский запасной полк. Затем на базе этого полка был сформирован 1-й отдельный добровольческий стрелковый полк в составе Приуральского ВО, а Данилов назначен командиром 5-й роты. В октябре вместе с полком убыл на Южный фронт в город Харьков, участвовал в борьбе с вооруженными формированиями Н. И. Махно на Украине.

### Межвоенный период
С марта 1921 года исполнял должность председателя районного центра спорта Омутнинского уездного военкомата. С апреля 1922 года проходил службу в 41-м стрелковом полку 14-й стрелковой дивизии МВО в городах Ковров и Муром, где исполнял должности командира взвода, роты, помощника начальника штаба полка. В период с октября 1925 по сентябрь 1926 года находился на учёбе в Москве на курсах усовершенствования комсостава при Московской военной пехотной школе им. Ашенбренера, затем вернулся в полк.
С декабря 1930 года находился на штабной работе в частях СибВО, занимая должности помощника начальника штаба и начальника штаба 17-го отдельного стрелкового батальона 6-го отдельного стрелкового полка, с февраля 1934 года — пом. начальника штаба этого полка.
С апреля 1935 года служил в 213-м стрелковом полку 71-й стрелковой дивизии им. Кузбасского пролетариата в должности помощника начальника штаба и начальника штаба полка.
С декабря 1937 по август 1938 года находился на курсах «Выстрел», по окончании назначен начальником штаба 232-го стрелкового полка.
В августе 1939 года майор Данилов был переведён в 284-й стрелковый полк 86-й стрелковой дивизии ПриВО в город Казань, где был командиром батальона и начальником штаба полка. В его составе с 16 февраля по 13 марта 1940 года принимал участие в Советско-финляндской войне, за что был награждён орденом Красного Знамени. По окончании боевых действий полк опять дислоцировался в городе Казань.
Летом 1940 года он в составе дивизии принимал участие в походе Красной армии в Бессарабию (город Чертков), затем был переброшен под Белосток в состав ЗапОВО.
В 1940 году вступил в ВКП(б).

### Великая Отечественная война
С началом Великой Отечественной войны 86-я стрелковая дивизия в составе 10-й армии Западного фронта оборонялась по восточному берегу реки Нарев, затем со 2 июля 1941 года вела бои в окружении в районе городе Волковыск. Не имея связи с дивизией, полк отходил сначала на Минск, затем к рекам Березина и Днепр. Лишь 28 августа группе бойцов полка во главе с Даниловым удалось прорваться из окружения и выйти к своим войскам в районе города Брянск.
4 октября 1941 года майор Данилов был назначен командиром 437-го стрелкового полка 154-й стрелковой дивизии Брянского фронта. За стойкость и мужество, проявленные в боях под Брянском, Тулой и Калугой, полк был преобразован в 137-й гвардейский в составе 47-й гвардейской стрелковой дивизии, а Данилов награждён орденом Ленина (8.6.1942).
В ноябре — декабре 1942 года назначен заместителем командира 346-й стрелковой дивизии, которая в составе 5-й танковой армии Юго-Западного фронта вела бои в районе города Серафимович.
С 6 декабря 1942 года командовал 119-й стрелковой дивизией, которая в составе Юго-Западного фронта участвовала в контрнаступлении под Сталинградом.
16 декабря 1942 года за боевые отличия в боях под Сталинградом дивизия была преобразована в 54-ю гвардейскую. Во второй половине декабря дивизия в составе этих же армии и фронта принимала участие в Среднедонской наступательной операции, в боях по уничтожению группировки противника в районе Нижнечирская, Тормосин. Затем до середины февраля 1943 года её части наступали в направлении Морозовский, Тацинская, Белая Калитва.
12 февраля 1943 года дивизия была переброшена в район города Каменск-Шахтинский, где вошла в подчинение 3-й гвардейской армии Юго-Западного фронта. В середине февраля она была переброшена в район юго-западнее Ворошиловграда и вела здесь наступательные бои вплоть до начала марта, после чего перешла к обороне на рубеже Веселая, Тарасовка.
С 8 августа 1943 года дивизия была включена в состав 5-й ударной армии Южного фронта и участвовала в Донбасской наступательной операции, в освобождении городов Иловайск, Макеевка, Сталино (Донецк). Приказом ВГК от 8 сентября 1943 года ей как особо отличившейся в боях при освобождении Донбасса было присвоено почётное наименование «Макеевская». Всего в период освобождения Донбасса и Левобережной Украины дивизия с боями прошла свыше 500 км, освободила от врага 128 населенных пунктов. В последующем, находясь в составе 5-й ударной армии Южного (с 20 октября 1943 года — 4-го Украинского) фронта, её части принимали участие в Никопольско-Криворожской наступательной операции. С 31 января 1944 года дивизия вела боевые действия по ликвидации никопольского плацдарма противника. 8 февраля она форсировала реку Днепр в районе Малая Лепетиха, захватила плацдарм на её правом берегу и удерживала его до переправы других частей. За успешные боевые действия и нанесение большого ущерба противнику в живой силе и технике по ликвидации никопольского плацдарма дивизия была награждена орденом Красного Знамени (13.2.1944).
С 10 по 28 марта 1944 года её части участвовали в Березнеговато-Снигиревской наступательной операции. В ходе её они форсировали реку Ингулец и освободили станцию Березнеговатое, затем форсировали реку Висунь и вели бои в районе станций Заселье и Гороховка, участвовали в боях по освобождению города Николаев. За участие в освобождении г. Николаев дивизия была награждена орденом Суворова 2-й ст. (1.4.1944).
С 29 марта 1944 года и до конца войны дивизия входила в состав 28-й армии. В мае — сентябре 1944 года в составе 1-го Белорусского фронта части дивизии участвовали в Люблин-Брестской наступательной операции, в ходе которой освободили города Ляховичи и Высокое. За успешное выполнение заданий командования в боях при освобождении города Минска дивизия была награждена орденом Ленина (23.7.1944).
30 июля 1944 года она форсировала реку Западный Буг и вела наступательные бои на территории Польши.
С 13 октября 1944 года дивизия в составе армии была подчинена 3-му Белорусскому фронту и вела боевые действия в Восточной Пруссии, участвовала в Гумбинненской, Инстербургско-Кенигсбергской наступательных операциях, в ликвидации восточно-прусской группировки противника юго-западнее Кенигсберга. За образцовое выполнение заданий командования при разгроме группы немецких войск юго-западнее Кенигсберга дивизия была награждена орденом Кутузова 2-й ст. (26.4.1945).
С 1 по 19 апреля 1945 года дивизия была передислоцирована на 1-й Украинский фронт и в его составе участвовала в Берлинской наступательной операции, вела бои по уничтожению окруженной группировки противника юго-восточнее Берлина, пытавшейся прорваться из кольца окружения в районе Барут, Вюнсдорф, Штенберг.
С 3 по 11 мая 1945 года части дивизии принимали участие в Пражской наступательной операции.

### Послевоенная карьера
После войны генерал-майор Данилов продолжал командовать этой дивизией в составе Барановичского ВО.
С апреля 1946 по январь 1947 года находился на учёбе на ВАК при Высшей военной академии им. К. Е. Ворошилова.
В мае 1947 года назначен начальником 7-го отдела Управления боевой подготовки стрелковых войск.
С января 1948 года исполнял должность зам. начальника Управления всеобщего военного обучения Главного штаба Сухопутных войск.
С июля 1950 года находился в командировке в должности старшего военного советника при командующем военным округом Чехословацкой армии.
С августа 1952 года исполнял должность преподавателя военной кафедры Московского государственного университета им. М. В. Ломоносова.
В августе 1958 года уволен в запас.
Умер 	24 октября 1963  года в Москве. Похоронен на Даниловском кладбище в Москве.

## Награды
- орден Ленина (08.06.1942, 21.02.1945)
- четыре ордена Красного Знамени (11.4.1940, 22.02.1943, 03.11.1944, 1949)
- два ордена Суворова II степени (23.07.1944, 25.05.1945)
- два ордена Кутузова II степени (17.09.1943, 15.04.1945)
- орден Богдана Хмельницкого II степени (19.03.1944)
- орден Отечественной войны II степени (1944)
  - Медали, в том числе:
  - «20 лет Рабоче-Крестьянской Красной Армии» (1938)
  - «За оборону Москвы» (1945)
  - «За оборону Сталинграда» (1945)
  - «За победу над Германией в Великой Отечественной войне 1941—1945 гг.» (1945)
  - «За взятие Кёнигсберга»(1945)
  - «За взятие Берлина» (1945)
  - «За освобождение Праги» (1945)

Приказы (благодарности) Верховного Главнокомандующего в которых отмечен Данилов М. М.
- За овладение городами Дебальцево, Иловайск, Лисичанск, Енакиево, Горловка, Чистяково, Славянск, Артемовск, Краматорская, Константиновка, Макеевка, Красноармейское, Ясиноватая и областным центром Донбасса — городом Сталино. 8 сентября 1943 года № 9
- За форсирование реки Друть и прорыв сильной, глубоко эшелонированной обороны противника на фронте протяжением 30 километров и продвижение в глубину до 12 километров, а также захват более 100 населенных пунктов, среди которых Ректа, Озеране, Веричев, Заполье, Заболотье, Кнышевичи, Моисеевка, Мушичи, и блокирование железной дороги Бобруйск — Лунинец в районе ст. Мошна, Черные Броды. 25 июня 1944 года № 118
- За овладение областным центром Белоруссии городом Барановичи — важным железнодорожным узлом и мощным укрепленным районом обороны немцев, прикрывающим направления на Белосток и Брест. 8 июля 1944 года № 132
- За форсирование реки Шара на участке протяжением и овладение городом Слоним — крупным узлом коммуникаций и мощным опорным пунктом обороны немцев на реке Шара, а также городом Лунинец — важным железнодорожным узлом Полесья. 10 июля 1944 года № 134
- За овладение укрепленными городами Пилькаллен, Рагнит и сильными опорными пунктами обороны немцев Шилленен, Лазденен, Куссен, Науйенингкен, Ленгветен, Краупишкен, Бракупенен, а также захват с боями более 600 других населенных пунктов. 19 января 1945 года. № 231
- За овладение в Восточной Пруссии городом Гумбиннен — важным узлом коммуникаций и сильным опорным пунктом обороны немцев на кенигсбергском направлении. 21 января 1945 года. № 238
- За овладение городами Хайльсберг и Фридланд — важными узлами коммуникаций и сильными опорными пунктами обороны немцев в центральных районах Восточной Пруссии. 31 января 1945 года. № 267
- За овладение городом Прейс-Эйлау — важным узлом коммуникаций и сильным опорным пунктом обороны немцев в Восточной Пруссии. 10 февраля 1945 года. № 272
- За завершение ликвидации окруженной восточно-прусской группы немецких войск юго-западнее Кенигсберга. 29 марта 1945 года. № 317
- За завершение ликвидации группы немецких войск, окруженной юго-восточнее Берлина. 2 мая 1945 года. № 357

## Память
Именем Данилова названа улица в городе Клецке, ему посвящён раздел экспозиции Клецкого историко-этнографического музея.
Также именем Данилова назван проспект в г. Макеевке Донецкой области.